# 1403 Idelsonia
1403 Idelsonia је астероид главног астероидног појаса са пречником од приближно 32,80 .
Афел астероида је на удаљености од 3,511 астрономских јединица (АЈ) од Сунца, а перихел на 1,930 АЈ.
Ексцентрицитет орбите износи 0,290, инклинација (нагиб) орбите у односу на раван еклиптике 10,146 степени, а орбитални период износи 1639,379 дана (4,488 године).
Апсолутна магнитуда астероида је 10,60 а геометријски албедо 0,094.
Астероид је откривен 13. августа 1936. године.